# Showtime (THE RiCECOOKERSのアルバム)
『Showtime』（ショウタイム）は、アメリカ合衆国の日本人ロックバンド、THE RiCECOOKERSのミニアルバム。2012年4月4日にAnchor Recordsから発売。

## 概要
2012年4月7日公開の日本映画『劇場版 SPEC〜天〜』の主題歌「NAMInoYUKUSAKI〜天〜」挿入歌「NAMInoYUKUSAKI〜ola〜」を含む全6曲が収録されている。
この曲は、もともと2010年の日本のテレビドラマ『SPEC〜警視庁公安部公安第五課 未詳事件特別対策係事件簿〜』の主題歌であった曲「NAMInoYUKUSAKI」を、同ドラマの劇場版である映画作品のためにリアレンジしたものである。この曲は、ドラマ放送時も回毎に違うアレンジで演奏されたものが発表されている。曲そのものの成立についてはそちらを参照。2013年10月23日放送の同シリーズスペシャルドラマ『SPEC〜零〜』でも主題歌に使用された。

## 収録曲
1. 境界線 [4:52]
作詞・作曲：Tomomi Hiroishi
2. Outside In [5:04]
作詞・作曲：Tomomi Hiroishi
  - PVが制作されている楽曲。
3. NAMInoYUKUSAKI 〜天〜 [5:23]
作詞：Tomomi Hiroishi 作曲：Kota Fujii
  - 東宝配給映画『劇場版 SPEC〜天〜』主題歌。ロック色の色濃いアレンジとなっている。映画では、2コーラスまでは廣石による英語詞、Cメロ以降は藤井による日本語詞の特別アレンジとなっている。
4. mariana [4:12]
作詞・作曲：Tomomi Hiroishi
5. フロンティア [3:56]
作詞・作曲：Kota Fujii
6. NAMInoYUKUSAKI 〜ola〜 [1:48]
作詞：Tomomi Hiroishi 作曲：Kota Fujii
  - ボーナストラック。東宝配給映画『劇場版 SPEC〜天〜』挿入歌。iTunes Storeでは未配信。ラテンミュージック調のアレンジ。

全編曲：THE RiCECOOKERS